# Csernobili atomerőmű

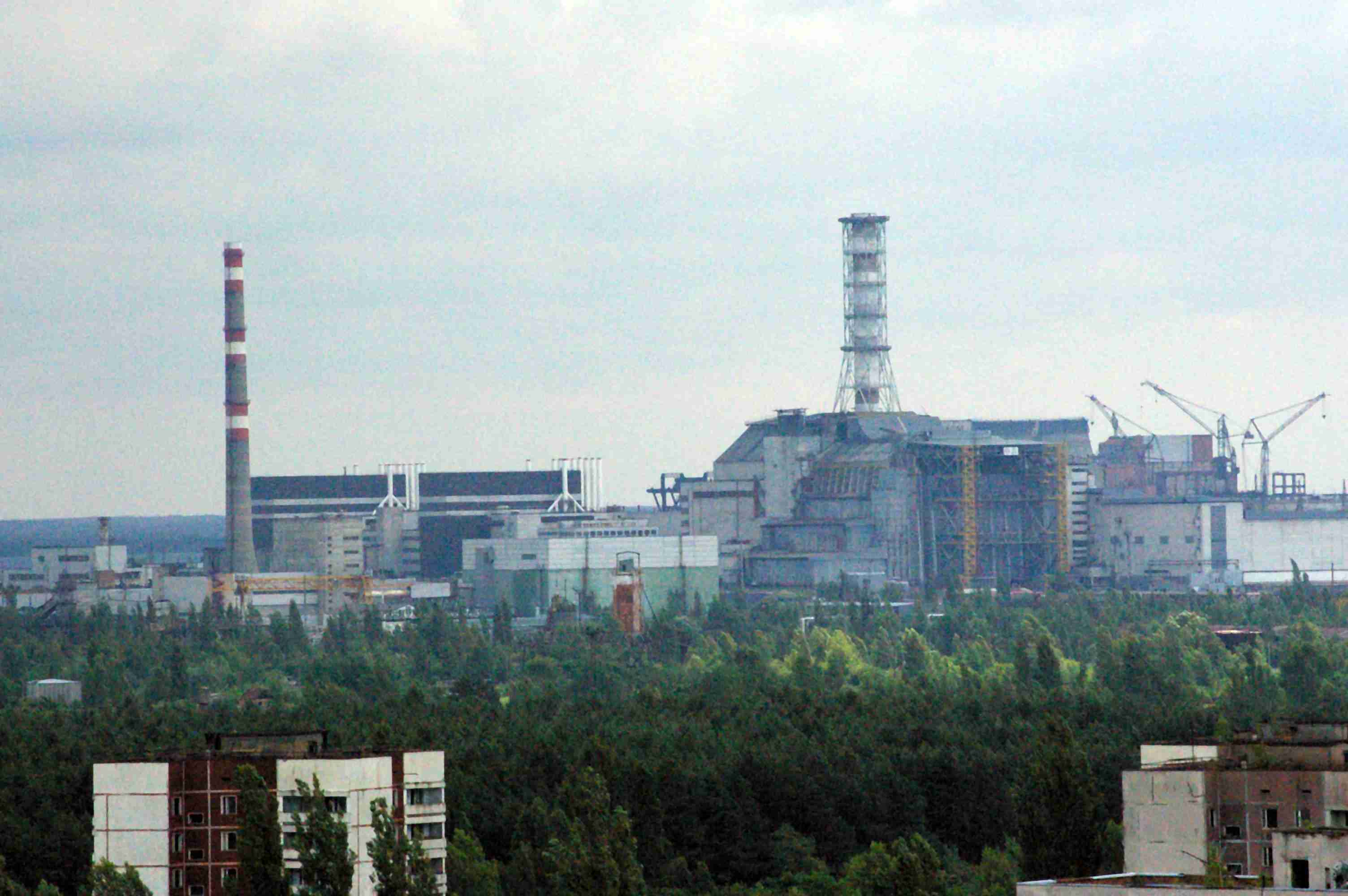
Az erőmű látképe északnyugatról, Pripjaty felől, 2007.

A csernobili atomerőmű (teljes eredeti nevén: Csernobili Vlagyimir Iljics Lenin Atomerőmű, oroszul: Чернобыльская атомная электростанция имени Владимира Ильича Ленина, rövidítve: ЧАЭС, ukránul: Чорнобильська атомна електростанція імені В. І. Леніна, rövidítve: ЧАЕС) az egykori Szovjetunió, ma Ukrajna területén található az ukrán–fehérorosz határ közelében, Kijevtől kb. 134 kilométernyire észak-északnyugatra helyezkedik el, Kopacsi falu és Pripjaty város között, a Pripjaty folyó vizével táplált mesterséges tó félszigetein fekszik. Az erőmű építése 1970-ben kezdődött, és 1978-tól termelt áramot a 2000 decemberében történt leállításáig. Négy erőművi blokkja épült meg, blokkonként egy-egy RBMK–1000 típusú reaktorral, egyenként 1 GW villamos teljesítménnyel.
Az erőmű az 1986. április 26-án bekövetkezett baleset kapcsán vált világszerte ismertté, mely során megrongálódott a reaktor, a reaktorcsarnok, illetve a turbinacsarnok, valamint a reaktor üzemanyag tartalmának mintegy - becslések szerint - 3,5~5%-a kijutott a természetbe.
Érdekesség, hogy a katasztrófa előtt az oroszok a nem hivatalos területen is csak Lenin Erőműként hivatkoztak rá. A katasztrófát követően már csakis kizárólag csernobili erőműként szerepelt még a hivatalos orosz nyelvű dokumentumokban, médiában és másutt. A Szovjetunió kommunista pártja el akarta kerülni, hogy Lenin nevét összefüggésbe hozzák bárhol is az atomerőmű katasztrófájával.

## Az erőmű felépítése

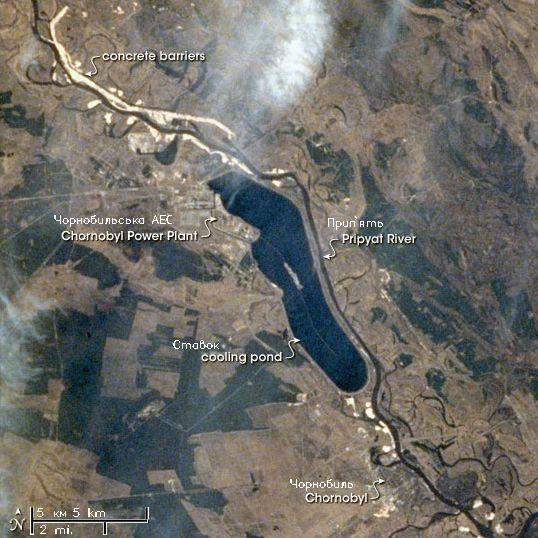
Csernobil, az erőmű és környéke műholdas felvételen

Teljes működő kiépítettsége idején az erőmű négy, egyenként 1 GW villamos teljesítményt leadó erőművi blokkból állt, erőművi blokkonként egy-egy 3,2 GW hőteljesítményű RBMK–1000 típusú reaktorral rendelkezett; valamint két újabb blokk (az 5. és 6.) állt építés alatt a 4.blokk balesete idején. Az 1–4. blokk kelet-nyugati tájolású hossztengelyben épített épületegyüttesben helyezkedik el. A szigorúan zárt üzemrész teljes hosszán végighaladó összekötő épület déli oldalán helyezkedik el a közös turbinacsarnok, északi oldalán pedig a reaktorok épületei állnak. A közös turbinacsarnokban helyezkednek el a reaktorok gőzköreihez csatlakozó turbinák, melyek egyenként egy-egy 500 MW-os generátor hajtására szolgálnak. Minden reaktornak két gőzköre van, és minden gőzkörhöz egy-egy turbina és generátor tartozik. Az 5–6. blokk felépítése a 3–4. blokkéval egyezett volna meg, épületegyüttesét viszont attól távolabb, az erőmű központi területétől dél-keleti irányban elhelyezkedő mesterséges félszigeten épült. Ezek közül az 5. reaktor máig félkészen áll a befejezetlen épületben.
Az erőmű reaktorai forralóvizes (BWR) jellegű, grafitmoderátoros, csatornarendszerű reaktorok, melyek közül az 1. és 2. reaktor első generációs RBMK–1000, míg a 3. és 4. reaktor második generációs RBMK–1000 volt. A félbemaradt 5. és 6. blokkba szintén második generációs RBMK–1000 reaktorokat szántak. A két generáció között jelentős különbségek nincsenek, tulajdonképpen az 1960-as években kifejlesztett kísérleti RBMK reaktor ipari méretűre növelt változata. Az első generációs reaktorokban 1693 csatornát alakítottak ki a hasadóanyag számára, és 179 csatorna állt rendelkezésre a szabályzó rudak, valamint a biztonsági rudak számára. A második generációs reaktorok annyiban különböztek az elődeiktől, hogy itt csak 1661 csatornát alakítottak ki a hasadóanyag számára, és 211 csatorna állt rendelkezésre a szabályzó-, valamint a biztonsági (АЗ) rudak számára.
A reaktor zónájának átmérője 11,8 m, magassága pedig 7 m, és teljes üzem során 192 t üzemanyagot tartalmazott.
| Az RBMK-1000 típusú reaktor jellemzői              | Az RBMK-1000 típusú reaktor jellemzői |
| -------------------------------------------------- | ------------------------------------- |
| Hőteljesítmény                                     | 3200 MW                               |
| Elektromos teljesítmény (bruttó)                   | 1000 MW                               |
| Üzemanyag dúsítási szint                           | 2,0 %                                 |
| Urán mennyisége egy üzemanyag kazettában           | 114,7 kg                              |
| Üzemanyag kötegek száma egy kazettában             | 2                                     |
| Üzemanyag rudak száma egy kötegben                 | 18                                    |
| Urán pasztillák átmérője                           | 13,6 mm                               |
| Egy csatorna maximálisan megengedett teljesítménye | 3250 kW                               |

| Reaktorblokk | Reaktortípus | Nettó teljesítmény | Beépített teljesítmény | Létesítés kezdete | Hálózati szinkronizálás | Üzem kezdete    | Leállítás dátuma                 |
| ------------ | ------------ | ------------------ | ---------------------- | ----------------- | ----------------------- | --------------- | -------------------------------- |
| Csernobil–1  | RBMK–1000    | 725 MW             | 800 MW                 | 1970. márc. 1.    | 1977. szept. 26.        | 1978. máj. 27.  | 1996. nov. 30.                   |
| Csernobil–2  | RBMK–1000    | 925 MW             | 1000 MW                | 1973. febr. 1.    | 1978. dec. 21.          | 1979. máj. 28.  | 1991. okt. 11.                   |
| Csernobil–3  | RBMK–1000    | 925 MW             | 1000 MW                | 1976. márc. 1.    | 1981. dec. 3.           | 1982. jún. 8.   | 2000. dec. 15.                   |
| Csernobil–4  | RBMK–1000    | 925 MW             | 1000 MW                | 1979. ápr. 1.     | 1983. dec. 22.          | 1984. márc. 26. | 1986. ápr. 26.                   |
| Csernobil–5  | RBMK–1000    | 950 MW             | 1000 MW                | 1981. dec. 1.     | -                       | -               | A kivitelezés 1988-ban leállítva |
| Csernobil–6  | RBMK–1000    | 950 MW             | 1000 MW                | 1983. dec. 1.     | -                       | -               | A kivitelezés 1988-ban leállítva |

## Az erőmű története

### Előzmények

#### A helyszín kiválasztása

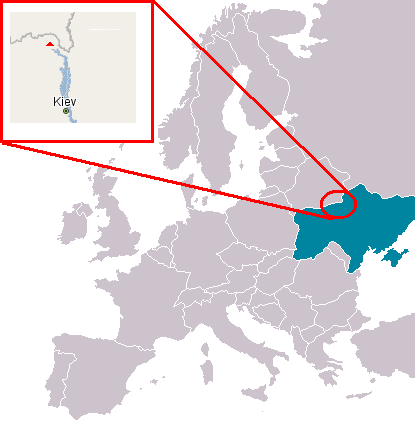
A helyszín

A Szovjetunió minisztertanácsának 1966. június 29-i határozata alapján 1977-ig 11,9 GW erőművi kapacitást kellett az ország területén létesíteni, melyből 8 GW RBMK-rendszerű reaktorokkal épített atomerőművekkel volt termelendő. A déli integrált villamos főelosztó-hálózat legnagyobb energiaigényű területén (a központi övezetben) egy atomerőmű építésével a kritikus energiaigényt fedezhetőnek tartották. A döntést megelőző előkészítő munka során tizenhat lehetséges helyszínt mértek fel a kijevi, a vinnyicai és a zsitomiri területen. Az USZSZK (Ukrán Szovjet Szocialista Köztársaság) állami tervbizottsága a felmérések eredménye alapján a kijevi terület Kopacsi falujához közeli helyszínt javasolta az új létesítmény helyéül. A megfelelő kiterjedésű építési telek biztosítása érdekében Nagorci és Podlesznij falvakat lerombolták. Az új erőmű a tervekben a „csernobili erőmű” nevet kapta.

#### A reaktortípus kiválasztása
Az erőmű első létesítési fázisára (2 GWe) három tanulmányterv készült, rendre RBMK–1000 (BWR), RK–1000 (könnyű-víz hűtésű, grafitmoderátoros reaktor) és VVER–1000 nyomottvizes (PWR) reaktorokkal. A szállítás és az építés költségei és lehetőségei miatt a Teploelektroprojekt által készített tanulmánytervek közül a Szovjetunió Energiaügyi és Nehézipari Minisztériumainak 1969. június 19-i közös határozata az RBMK–1000 reaktorokkal megépítendő erőmű tervét választotta ki, ezt a Szovjetunió minisztertanácsa is jóváhagyta. A kurszki és a leningrádi atomerőmű után a csernobili lett a Szovjetunió harmadik RBMK–1000 reaktorokkal működő atomerőműve.

### Üzemi kronológia

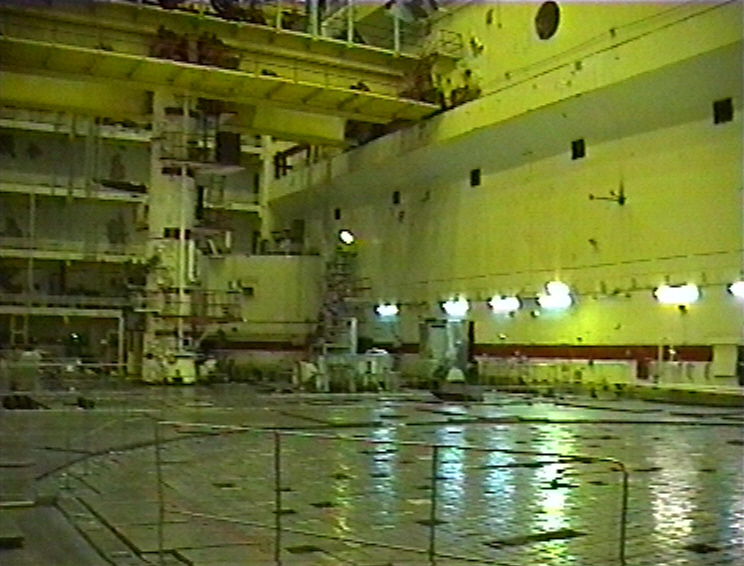
Az I. blokk reaktorcsarnoka 2007-ben

- 1969. május 28. Az SZKP KB és a Szovjetunió minisztertanácsa jóváhagyta az erőmű, mint elsőrendű fontosságú beruházás építésének költségvetését.
- 1969. december 17. A Szovjetunió Energetikai és Villamosítási Minisztériumának rendelete alapján megalakult a Csernobili Atomerőmű igazgatósága.
- 1970. május Az I. blokk mélyépítési munkálatai elkezdődtek.
- 1971. július A csernobili 110 kV-os távvezeték építése elkészült.
- 1972. augusztus 15. Az I. blokk építkezésén az első köbméter betont bedolgozták.
- 1973. január 30. A Szovjetunió Energetikai Minisztériumának döntése: „A csernobili atomerőművet 1975-ben üzembe helyezik”.
- 1975. április 30. Az UKP első titkára a szovjet minisztertanácshoz fordult segítségért, hogy a kitűzött határidő betartásához szükséges erőforrásokat biztosítsa.
- 1975. május 16. Az erőmű igazgatóságának határozata alapján megkezdődött az üzembe helyezés előkészítése. A határidő tartása érdekében három műszakos munkarendet vezettek be.
- 1975. október Megérkeztek az első fűtőelemek a frissfűtőelem-tárolóba.

A Szovjetunió Kommunista Pártja Központi Bizottsága részére.

Jelentés a Csernobili Atomerőmű építésénél tapasztalt szabálysértésekről.

TITKOS!

A beérkezett operatív adatok szerint a Csernobili atomerőmű építkezésének egyes részlegeinél előfordulnak a tervektől való eltérések, amelyek üzemzavarhoz és szerencsétlenséghez vezethetnek.

A gépterem oszlopai a kitűzési tengelyektől 100 mm-ig terjedő eltéréssel lettek felállítva, egyes oszlopok között pedig hiányzik a vízszintes összekapcsolás.

A falpaneleket 150 mm-es elhajlással rakták le. A terem födémét az előírásoktól eltérően építették ki. A gépteremben lévő emelődaruk mozgáspályáin 100 mm-ig terjedő eltérés van, helyenként 8 fokos szögben lejtenek.

A különlegesen nehéz beton öntése közben a munkát több alkalommal megszakították, a betonozás minősége alacsony. A munkálatok során hőszigetelésre nem került sor, ez a talajvíznek az épületbe való behatolásához, környezetszennyezéshez vezethet.

Kijev, 1979. január 17.

Aláírás: a KGB eseti vizsgálóbizottságának elnöke, Jurij Andropov

- 1976. május 15. Megkezdődött az erőmű környékének folyamatos sugárbiztonsági ellenőrzése.
- 1976. október A hűtőtó feltöltése megkezdődött.
- 1977. május eleje Az erőmű személyzete megkezdte az üzembe helyezés előkészítését.
- 1977. június 8. A fűtőelemek munkába vételéhez kijelölték a belső szigorított biztonsági övezetet (ЗСР).
- 1977. augusztus 1. Betöltötték az első fűtőelemköteget.
- 1977. augusztus 14. Az I. reaktor teljes fűtőelemtöltetének berakása után a fizikai üzembe helyezési eljárás megkezdődött.
- 1977. szeptember 18. Az I. reaktor instabil, megkezdték a teljesítmény növelését.
- 1977. szeptember 26. A II. turbógenerátort (ТГ-2) rákapcsolták a hálózatra.
- 1977. november 2. Az I. turbógenerátort (ТГ-1) rákapcsolták a hálózatra, a hivatalos üzembe helyezési eljárást lezárták.
- 1978. május 24. Az I. blokk elérte a tervezett 1 GW villamos teljesítményt.
- 1978. november 16. Megkezdődött a II. blokk fizikai üzembe helyezése.
- 1978. december 19. A II. reaktor instabil, megkezdték a teljesítmény növelését.
- 1978. december 21. A III. turbógenerátort (ТГ-3) rákapcsolták a hálózatra.
- 1979. január 10. A IV. turbógenerátor biztosította az erőmű önfogyasztását. A II. blokk üzembe helyezése megtörtént.
- 1979. április 22. Az erőmű által termelt villamos energia elérte a tízmillió MWh-t.
- 1979. május 28. A II. blokk elérte a tervezett 1 GW névleges villamos teljesítményt.
- 1979. október 5. Az első építési fázis (I. és II. blokk) elérte a 2 GW névleges villamos teljesítményt.
- 1980. október 21. Az első 750 kV-os távvezetéket feszültség alá helyezték.
- 1981. december 3. A III. blokkot üzembe helyezték.
- 1982. szeptember 9. Az első jelentősebb üzemzavar az erőműben: eltört az I. reaktor egyik technológiai csatornája, a szellőzőrendszeren keresztül szennyeződés került a levegőbe.[15] A javítás az I. blokk üzemében komoly termeléskiesést okozott, a javítószemélyzetet jelentős (bár az akkor hatályos normákon belüli) sugárterhelés érte. Az I. blokk technológiai rendszerét, illetve a reaktorépület egy részét sugármentesíteni kellett.
- 1982. március 8. Az erőmű által termelt villamos energia elérte az ötvenmillió MWh-t.
- 1982. június 9. A III. blokk elérte a névleges 1 GW villamos teljesítményt.
- 1983. november 25. Az első fűtőelemet berakták a IV. reaktorba.
- 1983. december 21. A VII. turbógenerátort (ТГ-7) a hálózatra kapcsolták.
- 1983. december 30. A VIII. turbógenerátort (ТГ-8) a hálózatra kapcsolták.
- 1984. március 28. A IV. blokk elérte a névleges 1 GW villamos teljesítményt.
- 1984. augusztus 21. Az erőmű által termelt villamos energia elérte a százmillió MWh-t.

### A baleset

#### A baleset okai
A baleset oka egy hiányosan megtervezett és felelőtlenül végrehajtott üzemviteli kísérlet volt. A kísérlet célja a reaktor hűtőrendszerének – a „legnagyobb tervezett hiba” üzemállapotában való – folyamatos üzemét biztosító szükségmegoldás gyakorlati megvalósíthatóságának igazolása volt.
A reaktor tervezésénél a „legnagyobb tervezett hiba” állapotát két súlyos, de alacsony valószínűségű meghibásodás (a hűtőkör hidegágában egy NÁ 900-as cső törése, illetve a fő keringetőszivattyúk és az aktívzóna-üzemzavari hűtőrendszer (ZÜHR, САОР) villamos tápellátásának megszűnése) egyidejű fellépéseként határozták meg.
A reaktor bármilyen okból történő leállításának alapszabálya az, hogy az aktív zóna hűtését folyamatosan biztosítani kell, mert – bár a láncreakció leállt – a fűtőanyagban az üzem során keletkezett hasadványok bomlása miatt a leállítás után a névleges hőteljesítmény kb. 7%-át elérő maradvány (remanens) hő keletkezik. A fő keringetőszivattyúk üzemszerű villamos táplálásának üzemzavari körülmények közötti pótlására dízelmotor-meghajtású aggregátok szolgáltak. A dízelaggregátos szükségáramforrás indításához, illetve az aggregátok megfelelő teljesítményre történő felfuttatásához körülbelül – az üzemi villamos táphálózat kiesését követően – harminc–hatvan másodpercre van szükség. A reaktor hűtését ezalatt csak a korlátozott kapacitású passzívzóna-üzemzavari hűtőrendszer látta el.
A reaktor tervezője már 1976-ban javasolta, hogy ebben a kritikus időszakban a főkeringető-szivattyúk villamos táplálását – a turbógenerátorok forgórészében felhalmozott kinetikai energiát felhasználva – a főgenerátorokról oldják meg. A megoldást elfogadták, és ezt a lehetőséget a később épülő RBMK-reaktorok tervezésénél figyelembe vették. Noha ennek a szükségmegoldásnak kísérleti ellenőrzése minden később épült RBMK-reaktornál az üzembe helyezési eljárás része volt; ezt a szükségtáplálási lehetőséget – a csernobili atomerőmű kivételével – egyetlen másik erőműnél sem próbálták ki a gyakorlatban.
Az első ilyen kísérletet a csernobili III. blokk üzembe helyezése során végezték el 1982-ben, de a kísérlet akkor sikertelenül végződött. A sikertelen üzemi próba során kiderült, hogy a főgenerátorok gerjesztésszabályozását a kényszerüzemben az eredeti tervekhez képest módosítani kell, hogy a gőzutánpótlás hiányában lassuló gépcsoport fordulatszám-csökkenésének hatását ellensúlyozni lehessen. Az 1982–1984 évek vizsgálati programja szerint reaktorfelenként egy-egy főkeringető-szivattyú táplálását biztosították volna a kifuttatott turbógenerátorról, az 1985-ös és az 1986. áprilisi kísérleti tervben reaktorfelenként két-két szivattyú kényszertáplálásának vizsgálata szerepelt. A kísérlet során a zónaüzemzavari hűtőrendszer működését nem vették figyelembe, ezért azt a kísérlet során kézi elzárószelepekkel kiiktatták.
A kísérletet a reaktor csökkentett hőteljesítményű (700–1000 MWt) üzeme mellett kívánták elvégezni, de az előkészítés során az ebből adódó reaktorfizikai sajátosságokat figyelmen kívül hagyták; a vizsgálati terv pusztán csak a turbinaüzemi és villamos vezérlési kérdésekre koncentrálva született meg. A kísérleti tervet a II. kiépítés helyettes főmérnöke (Anatolij Gyatlov) a turbina gyártójával (Dontyehenergo)[forrás?] történő együttműködésben készítette el, a tervet az erőmű főmérnöke (Nyikolaj Fomin) hagyta jóvá. A kísérlet időpontját a IV. reaktor tervszerű karbantartás miatti leállításának időpontjára, 1986. április 25-én délutánra tűzték ki.

#### A baleset lefolyásának kronológiája[16]
Előzmények - 1986. április 25., péntek
- 01:06 Csökkenteni kezdték a reaktor teljesítményét.
- 14:00 Kikapcsolták a zónaüzemzavari hűtőrendszert.
- 14:00 Az erőművet a teherelosztó további teljesítménycsökkentés elhalasztására utasította. A blokk teljesítményét 50%-ra állították, a két gőzturbina-generátor egység egyikét leállították (ТГ-8). A csökkentett teljesítmény következtében a reaktorban reaktormérgek (erős neutronelnyelő anyagok, például Xenon-135) kezdtek felhalmozódni. A reaktor manőverezőképessége csökkent.
- 23:10 A teherelosztó megadta az engedélyt a leállásra, a teljesítményt az operátorok csökkenteni kezdték.
- 24:00 Műszakváltás. A vezénylőbe érkezett új operátorok nem készültek fel a kísérletre.

Felkészülés a kísérletre - 1986. április 26., szombat

Az RBMK reaktor hűtőrendszerének vázlata

- 00:05 A reaktor teljesítménye 24%-ra csökkent. Ezen teljesítmény alatt a pozitív üregtényező miatt a visszacsatolás pozitív, így a reaktor öngerjesztő.
- 00:30 A reaktor teljesítménye a névleges érték 1%-ára esett. Vagy az operátor nem nyomta meg az automatikus teljesítménytartás gombot, vagy pedig műszerhiba miatt csökkent le a teljesítmény. Ugyanaz a pozitív üregtényező okozta a gyors teljesítményzuhanást, mint a későbbi robbanást. A reaktor instabil.
- 00:32 Az operátor szabályozórudakat húzott ki a zónából a teljesítménycsökkenés ellensúlyozására. A teljesítményt megpróbálták a kísérlethez szükséges szintre emelni. A zónában az engedélyezettnél kevesebb szabályozórúd maradt.
- 01:00 A reaktor teljesítménye 7%-on stabilizálódott.
- 01:03 A 6 működő főkeringető-szivattyú mellé további kettőt kapcsoltak be. A vízszint a gőzdobban csökkenni kezdett.
- 01:15 A „gőzdobvízszint alacsony” jelre az üzemzavari védelmet kikapcsolták. Az üzemzavari védelem („automatikus vészleállítás”) leállítja a reaktort, ha bizonyos paraméterek (például hőmérséklet a zónában, hűtőközeg nyomása vagy a gőzdobvízszint) egy előre beállított értéket túllépnek. Ez a védelem a kiiktatása miatt a továbbiakban már nem tudta ellátni a szerepét.
- 01:22 Az operátor további szabályozórudakat húzott ki a zónából. A reaktor hűtőközegének nyomását növelni akarták.
- 01:22 A kísérlet kezdetét vette.
- 01:22 Az operátor észlelte, hogy a reaktivitás-tartalék a megengedettnek a fele.
- 01:23 A „második turbina gyorszáró zár” jelre az operátor megbénította az üzemzavari védelmet. A kísérletet annak esetleges sikertelensége esetén azonnal meg akarták ismételni, a reaktor leállítása nélkül.
- 01:23:04 Lezárták a második turbina gyorszáróit. A turbina ezáltal leválasztódott a reaktorról, így több gőz a turbinára nem jutott, csak a lendülete miatt pörgött tovább. Mivel a turbina le volt zárva, a gőz a reaktorból kijutni nem tudott. A nyomás emiatt növekedni kezdett, a zónában a gőzbuborékok egy része összeroppant.
- 01:23:10 Az automatika szabályozórudakat húzott ki a zónából. A gőztartalom csökkenése a pozitív üregtényező miatt csökkentette a teljesítményt, ezt teljesítménytartásra kapcsolt automatika próbálta ellensúlyozni.
- 01:23:35 A zónában szabályozhatatlanná vált a gőzfejlődés. Az automatika által kihúzott rudak gyorsabban növelték a teljesítményt a normálisnál a reaktor instabilitása miatt.
- 01:23:40 Az operátor megnyomta a vészleállító gombot. A biztonságvédelmi rudak tervezési hibából eredendően rövid időre kismértékben megemelték a teljesítményt a reaktor leállítása előtt. Ez a tény a baleset előtt is ismert volt, de figyelmen kívül hagyták, mivel normál üzem mellett nem okozott problémát. Azonban itt ez a kismértékű teljesítménynövekedés a reaktor instabilitása miatt a teljesítmény szabályozhatatlan növekedését vonta maga után.
- 01:23:44 A reaktor teljesítménye néhány másodperc alatt a névleges érték tízszeresére nőtt, ennek következtében hirtelen nagy mennyiségű gőz szabadult fel.
- 01:23:45 A fűtőelempálcák felhasadtak.
- 01:23:49 Az üzemanyagcsatornák (hűtőcsövek) fala felnyílt.
- 01:24 Gőzrobbanás. A reaktorban lévő összes víz pillanatok alatt elpárolgott, a gőznyomás szétvetette a reaktort és a biológiai védelmet (betonárnyékolást).
- 01:24 Gázrobbanás. A vízgőz a forró grafittal, valamint a reaktor szerkezeti anyagaival reakcióba lépve gyúlékony hidrogént és szén-monoxidot termelt. Ezek a gázok a reaktor felnyílása után a levegő oxigénjével elkeveredve berobbantak.
- 01:24 Grafittűz. A szabaddá vált grafit begyulladt és napokig égett.

#### A baleset következményei az erőműben
A IV. reaktorban bekövetkezett robbanások során a reaktor fedélszerkezete ("JE-egység", схема «E») – beleértve a felső biológiai pajzsot és a gőzelosztó csőrendszert – a levegőbe repült, átfordult és kb. 105°-os szögben elfordulva visszaesett a reaktortartály tetejére. A reaktor aktív zónájának felső része – beleértve a moderátor grafittégláit, a fűtőelemek egy részét, valamint az aktív zóna egyéb szerelvényeit – a reaktortartályból kirepült és szétszóródott az épület romjai között, valamint a környező állva maradt épületek tetején.
A IV. reaktorcsarnok oldalfalai ledőltek, a tető részben lerepült, részben ráomlott a csarnok romjaira. A fűtőelem-utántöltő rendszer állványzata ledőlt. Az épület tartószerkezete megroppant, a belső födémek és válaszfalak ledőltek.
A robbanást követően először a III., majd az I. és II. reaktort is leállították.

### A mentesítés

#### Feladatok
A személyzet számára - a technikatörténetben addig még soha elő nem fordult - megoldandó feladatok keletkeztek a balesetet követő mentesítés során. A legfontosabb célok az alábbiak voltak:
- a robbanás következményeként keletkezett tüzek eloltása,
- a nyitott reaktormaradvány elfedése, további aktív anyagok kijutásának megakadályozása,
- a reaktorban maradt fűtőanyag kritikussá válásának megakadályozása,
- a romok és a környező épületek megtisztítása,
- védőépítmény felhúzása a romok fölé a további szennyezés kibocsátásának, valamint a csapadék bejutásának megakadályozására.

A mentesítés a Szovjetunió minisztertanácsa által delegált bizottság operatív irányítása alatt folyt. A központi szervek – azaz a SZKP Központi Bizottsága és a Szovjetunió minisztertanácsa – 1986. június 5-én hoztak döntést a csernobili atomerőmű IV. blokkja maradványainak hosszútávú védelmi koncepciójáról. Az Össz-szövetségi Erőműtechnikai Kutató- és Fejlesztőintézet tervei alapján a Nehézipari Minisztérium fővállalkozásában fogtak hozzá a köznyelv által szarkofágnak keresztelt védőlétesítmény (oroszul: объект «Укрытие», ukránul: об'єкт укриття, rövidítve: „ОУ”) építéséhez.
A védőlétesítmény építésének fő fázisai:
- a IV. blokk területének megtisztítása és lebetonozása,
- védőfalazat építése az épület határain,
- a III. és IV. blokkot elválasztó falazat megerősítése, illetve új válaszfalak építése a két blokk közé,
- a falszerkezet teherviselő alapjául szolgáló lépcsős alap és falazat építése,
- a turbinacsarnok lefedése, illetve a födémszerkezet kijavítása,
- magassági teherviselő falszerkezet építése,
- a védőlétesítmény héjszerkezete tartóelemeinek elhelyezése, majd a héjalás felépítése,
- szellőzőrendszer, mérőberendezések és távközlési hálózat telepítése.

Az elkészült védőlétesítmény műszaki átvétele 1986. november 30-án történt meg.

#### Kronológia

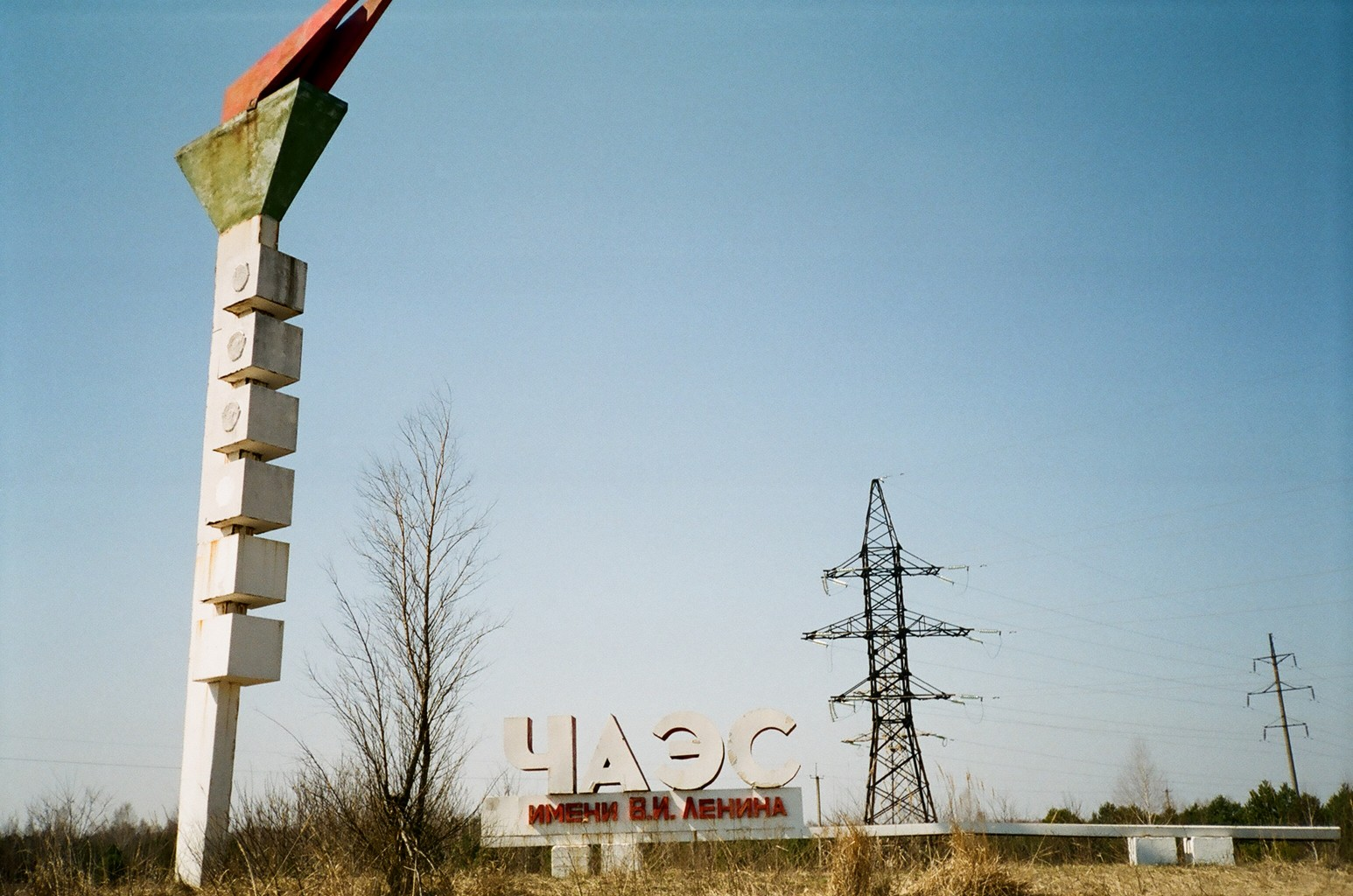
A csernobili atomerőművet jelképező fáklya a Vörös-erdő mellett

- 1986. április 26. Baleset történt a IV. reaktorban. A Szovjetunió minisztertanácsa 830 sz. rendeletével operatív bizottságot állított fel a baleset kivizsgálására és a mentési munkálatok irányítására. A bizottság elnöke B. E. Scserbin, a szovjet minisztertanács elnökhelyettese volt.
- 1986. április 27. Pripjaty városát és az erőmű körüli tíz kilométeres övezetet teljesen kitelepítették.
- 1986. április 27. – 1986. május 10. A IV. blokk romjaira helikopterekről kb. 5000 tonna védőanyagot (homok, márvány- és dolomitzúzalék, ólomsörét, bór) szórtak a tűz, illetve az aktívanyag-kibocsátás elfojtására, valamint a reaktorban maradt fűtőanyag kritikussá válásának megakadályozására.
- 1986. május 2. Döntés született a lakosság kitelepítéséről immár az erőmű 30 kilométeres körzetéből, illetőleg a radioaktív kihullás által érintett területről is. Az I-III. blokkot átmenetileg készenléti üzemmódba helyezték – további intézkedésig.
- 1986. május 6. A IV. reaktor alatti ellennyomó-medence vizét leengedték, a fűtőelem-olvadék vízzel való érintkezését megelőzendő. A sérült reaktorból hirtelen emissziónövekedést észleltek. Megkezdődött Pripjaty és az erőmű területének részleges sugármentesítése.
- 1986. május 20. A nehézipari miniszter rendeletet hozott a csernobili atomerőmű építésvezetőségének létrehozásáról.
- 1986. május 20. – július 15. A védőlétesítmény építésének első fázisát lebonyolították: a munkaterületet megtisztították, lehetséges mértékben sugármentesítették; a védőlétesítmény előregyártható elemeit elkészítették; az építési infrastruktúrát (betonkeverő telep, betonátfejtő, utak, szociális létesítmények) létrehozták.
- 1986. június 3–28. Hőcserélőt építettek a reaktoralapzat alatt.
- 1986. július 16. – szeptember 15. A védőlétesítmény építésének második fázisát lebonyolították: a mélyépítési és alapozási munkálatok lefolytak.
- 1986. augusztus 22. A baleset következményei által érintett területről további kitelepítések megkezdését határozták el.
- 1986. szeptember 15. – november 30. A védőlétesítmény építésének harmadik fázisát is lebonyolították: a magasépítési és szerkezeti szerelési munkák lefolytak.
- 1986. november 30. A védőlétesítmény műszaki átadása megtörtént.

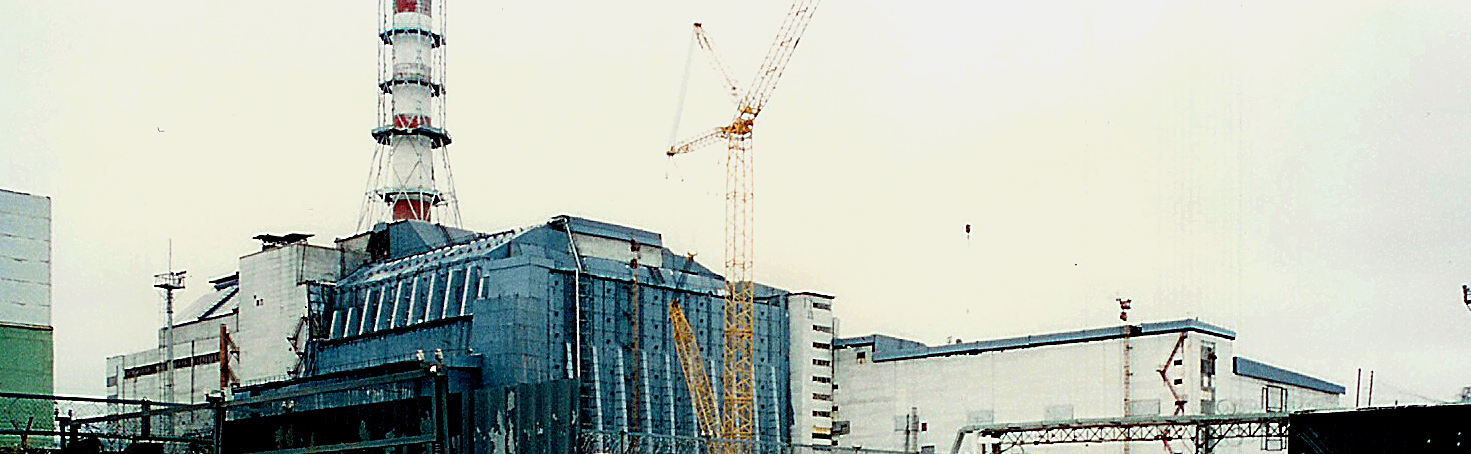
Az elkészült védőlétesítmény

### Az újraindítástól a leállításig
A baleset következtében kiesett 4 GW erőművi kapacitás komoly villamosenergia-hiányt idézett elő az erőmű által ellátott övezetben. A védőlétesítmény építésével egyidejűleg a három megmaradt erőművi blokk folyamatos készültségben volt, hogy amint a lehetőségek adottak, újraindíthatóak legyenek.
- 1986. október 1. Az I. blokkot újraindították
- 1986. november 5. A II. blokkot újraindították
- 1987. december 3. A III. blokkot újraindították

Az erőmű üzemben tartásával szemben – elsősorban külföldi forrásokból – folyamatos ellenérvek merültek fel. A Szovjetunió gazdasági válsága, majd összeomlása viszont nem tette lehetővé az erőmű villamos teljesítményének kiváltását. A folyamatos üzem biztosításához az erőművi személyzet számára új várost építettek a Pripjaty folyó túlsó partján, az erőműhöz vezető vasútvonal mellett. A helyszín kiválasztásánál fő szerepet játszott, hogy a terület szennyezettsége alacsony legyen. Az új város, Szlavutics ma is az erőmű dolgozóinak lakhelye, annak ellenére, hogy az ukrán–belorusz határ két helyen is elvágja a várost az erőművel összekötő vasútvonalat.
- 1991. október 11. A II. blokk turbinacsarnokában kiütött tűz miatt a II. blokkot leállították. A reaktor teljes fűtőanyagát kirakták a pihentetőmedencékbe. A reaktor, illetve a II. erőművi blokk ezután többé már nem lett beindítva.
- 1995. december 25. Ukrajna kormánya a „hét vezető hatalommal” és az Európai Unióval kötött kölcsönös megállapodások alapján döntést hozott a csernobili atomerőmű végleges leállításáról.
- 1996. november 30. Az I. blokkot véglegesen leállították.
- 2000. december 15., 13:15 Ukrajna elnöke televízióadásban bejelentette a csernobili atomerőmű III. blokkjának leállítását. A leállításról szóló elnöki utasítást L. D. Kucsma ukrán elnök a külön kiépített televíziós vonalon keresztül közvetlenül adta ki az erőmű személyzetének.
- 2000. december 15., 13:17 Az ügyeletes reaktoroperátor 5. szintű vészleállítással (АЗ-5) megkezdte a reaktor leállítását. A csernobili atomerőművet véglegesen leállították.

## Az erőmű sorsa

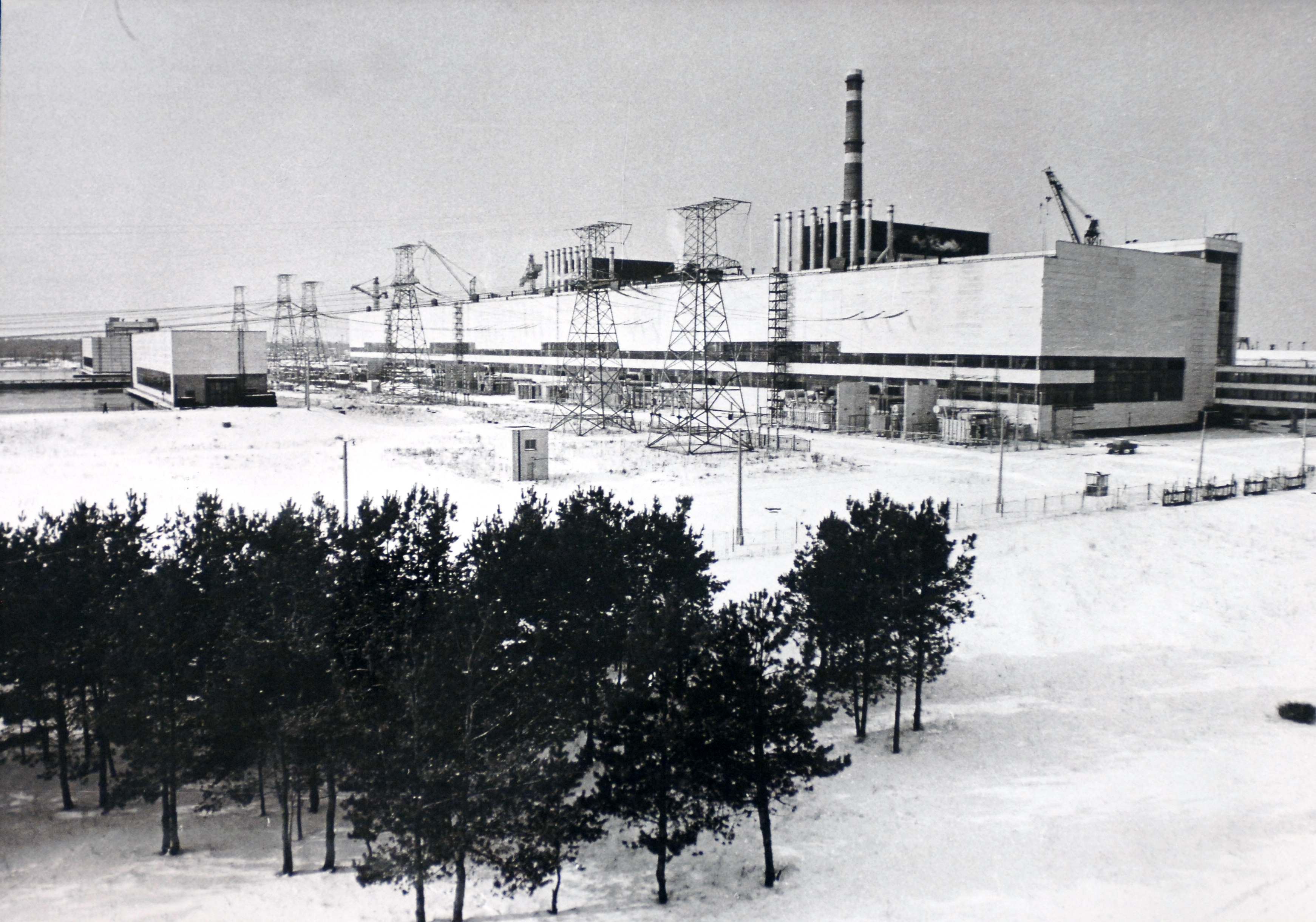
Az erőmű látképe a baleset előtt (1986)

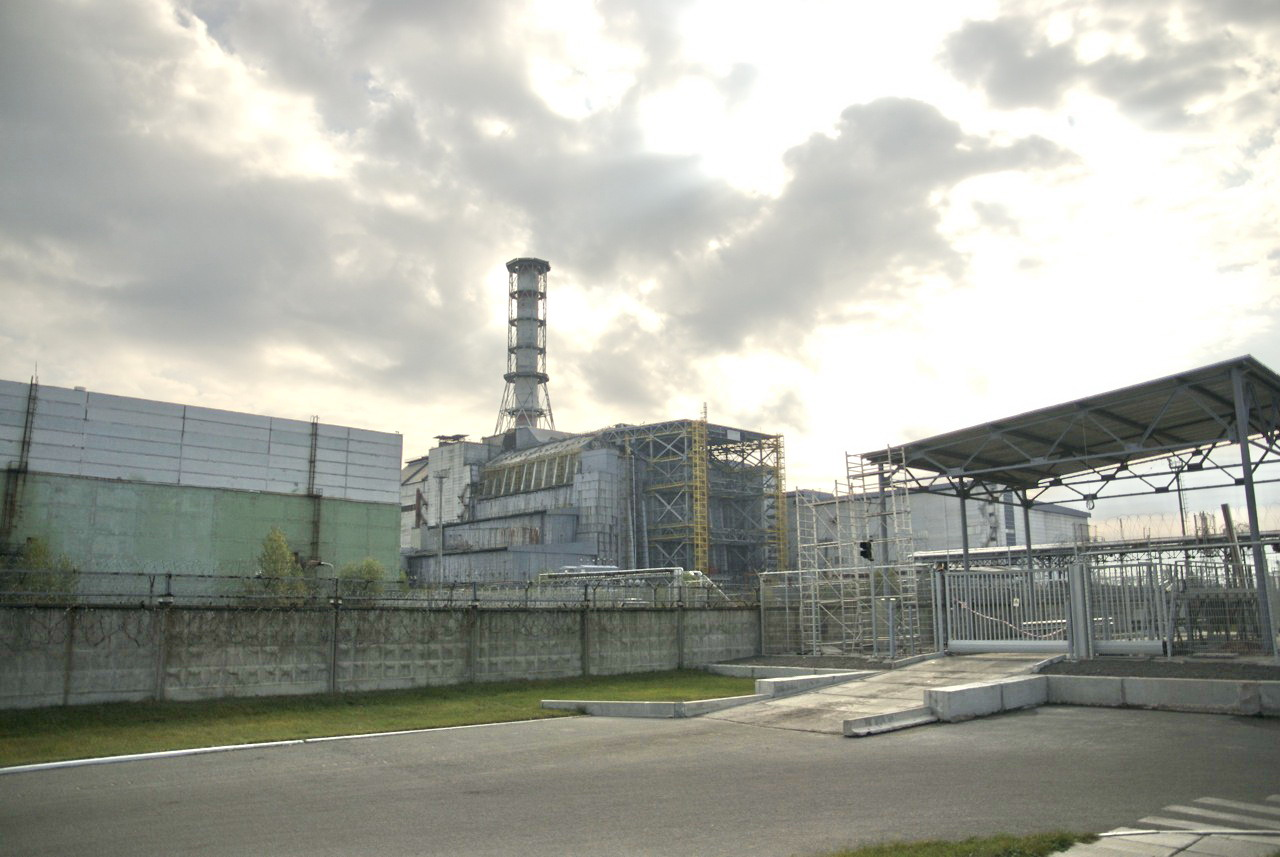
Az erőmű és a 4-es reaktor szarkofágja felállványozva (2007)

A leállított erőmű továbbra is nukleáris létesítménynek minősül, jogi státusza és a rá vonatkozó biztonsági előírások megegyeznek a működő atomerőművekével. 1997. szeptember 12-től a Csernobili Atomerőmű Vállalat az Enerhoatom fennhatósága alá került, majd 2001. április 25-én átszervezték a vállalatot, átnevezték Csernobili Atomerőmű Állami Speciális Vállalat névre és 2005. július 15-én a Rendkívüli Helyzetek Minisztériuma (2014 áprilisától Állami Katasztrófavédelmi Szolgálat) fennhatósága alá helyezték. A vállalat elsődleges feladata az erőmű állagvédelme, biztonsági és műszaki felügyelete, továbbá a leszerelési munkálatok előkészítése és végrehajtása. A szigorított biztonsági övezetben is a működő erőművekre vonatkozó biztonsági szabályok érvényesek, tekintettel arra, hogy a fűtőanyag még mindig a biztonsági övezet területén található.

### Az I. blokk
Az egyes blokk 1996. november 30-i leállítása után 1998. december 15-én fogadták el a blokk üzemen kívül helyezésének és leszerelésének terveit.
A reaktor pillanatnyilag kiégettfűtőelem-tárolóként üzemel, az aktív zóna berendezései közül a jelenlegi üzemhez szükséges biztonságvédelmi elemek működőképesek és üzemelnek; felügyeletüket csökkentett létszámú szakszemélyzet látja el folyamatos munkarendben. A reaktor aktív zónájában tárolt fűtőelemek remanens hőjének elvezetését a reaktor technológiai vízköre biztosítja, a szükséges mértékben csökkentett teljesítményű segédszivattyúk üzemeltetésével. További kiégett fűtőelemeket tárolnak a reaktor melletti pihentetőmedencékben. Az üzemanyag-utántöltő és -átrakó berendezés továbbra is teljesen üzemképes.
A technológiai vízkör feleslegessé vált elemeit leszerelték, a turbinacsarnoki gépezettel együtt. A turbinacsarnokban már csak a nagygépek (gőzelosztó, turbinák, generátorok, főgerjesztő gépek) állnak a helyükön.

### A II. blokk
A blokk az 1991. évi tűzeset után nem lett újraindítva. Végleges leszerelésének programját 2000. december 27-én fogadták el.
A reaktort a tűz után teljesen kirakták. A leszerelési programmal összhangban a reaktor teljes szabályozó- és biztonságvédelmi rendszerét, a technológiai, segédüzemi és vészhelyzeti hűtőrendszerét leszerelték. A reaktor melletti pihentetőmedencékben továbbra is kiégett fűtőelemeket tárolnak, ezért az átrakó berendezés üzemképes.
A turbinacsarnoki berendezések állapota az I. blokkéval megegyező.

### A III. blokk
A 2000. évi leállítás után a III. blokk leszerelése is tervszerűen folyik. A III. blokk állapota és funkciói megegyeznek az I. blokknál írottakkal.

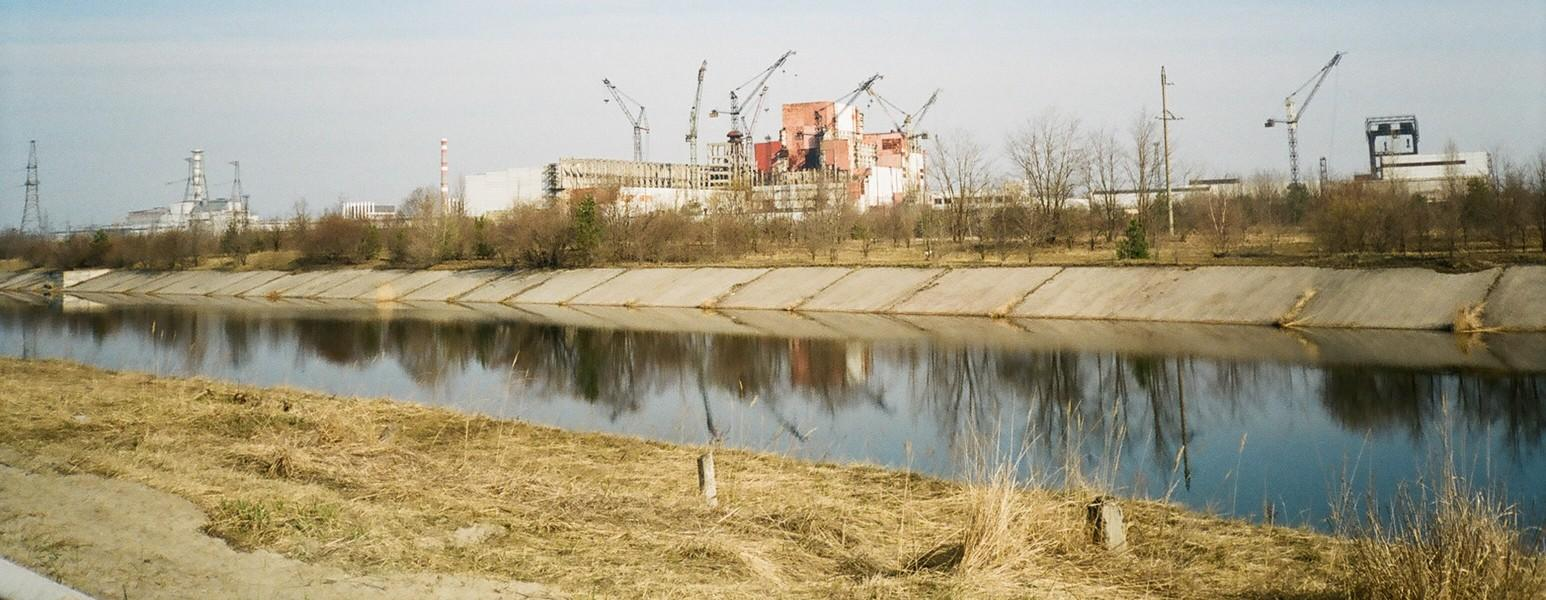
Balra a távolban a 4-es blokk, középen a félbehagyott 5-ös és 6-os blokkok, előtérben pedig az erőmű hűtőtava

## Az új szarkofág
2007. szeptember 17-én hivatalosan is bejelentették, hogy az 1986-ban felépített, azóta meglehetősen leromlott állagú régi vasbeton szarkofág helyére új, acélból készült védőlétesítmény épült. A beruházás 2011-2016 között valósult meg, és 505 millió dollárba került. A felépítés és elhelyezés összes költsége 1,7 milliárd dollár volt. Az új védőkupola közvetlenül a régi szarkofág mellett, a sugárterhelés végett attól mintegy 600 méter távolságban épült fel és 2016-ban síneken tolták a régi fölé. Az építmény oldalnézetből félkörív alakú, szélessége 257 m, magassága 105 m, hosszúsága pedig 110 métert tesz ki, a súlyát pedig mintegy 36 ezer tonnára becsülik. A létesítmény tervezett élettartama legalább 100 év. A tervezés során úgy jártak el, hogy a pajzs képes ellenállni a földrengéseknek, de még tornádóknak is. (Az új védőkupola építésével egy időben lebontották a négyes blokk kéményét.) A projektet az Európai Újjáépítési Fejlesztési Bank (EBRD) finanszírozta 40 ország adományaiból.
Oroszország Ukrajna elleni háborúja során ukrán közlés szerint 2025. február 14-én, nem sokkal hajnali 2 óra előtt egy robbanófejjel felszerelt Shahed 136 típusú drón csapódott az erőmű leolvadt 4-es reaktor blokkját védő betonszarkofágjába, a robbanás tüzet és súlyos károkat okozott, egy nagyobb, kb 50 négyzetméteres méretű lyuk keletkezett. A mért adatok alapján a sugárveszély nem emelkedett. A keletkezett tüzet sikeresen eloltották. A Nemzetközi Atomenergia-ügynökség (IAEA) megerősítette a robbanás tényét. A Kreml tagadta, hogy orosz támadás történt volna. A dróncsapás által okozott tűz végett a boltívet belülről szigetelő vízálló membrán még nagyjából három hétig égett és parázslott, ezért több lyukat kellett ütni a fémből készült héjon azért hogy vizet tudjanak bepermetezni. Ez azonban további problémák forrása lehet a jövőben, mert a szerkezetnek száraznak kellett volna maradnia a korrózió elkerülésének érdekében. A legfontosabb feladatnak a drón általi, valamint az oltás során ütött lyukak befoltozása mutatkozik. A szigetelés kijavítása is elsődleges, továbbá csökkenteni kell a belső páratartalmat, amely az oltás során befecskendezett nagy vízmennyiségű okán szintén kihívást jelent.